# Carinapex
Carinapex là một chi ốc biển, là động vật thân mềm chân bụng sống ở biển trong họ Turridae.

## Các loài
Các loài thuộc chi Carinapex bao gồm:
- Carinapex minutissima [3]
- Carinapex papillosa (Garrett, 1873)[4]